# Petina (stolica tytularna)
Petina (łac. Petinensis, wł. Pedena, chor. Pićan) – stolica historycznej diecezji w Istrii erygowanej w roku 557, a skasowanej i włączonej w skład diecezji Gradisca w roku 1791.
Współczesne miasto Pićan w Istrii, we współczesnej Chorwacji. Obecnie katolickie biskupstwo tytularne ustanowione w 1969 przez papieża Pawła VI.

## Biskupi tytularni
| Lp. | Biskup               | Funkcja                                       | Od                | Do               |
| --- | -------------------- | --------------------------------------------- | ----------------- | ---------------- |
| 1   | Josip Pavlišić       | arcybiskup koadiutor Rijeki-Senj (Jugosławia) | 20 sierpnia 1969  | 18 kwietnia 1974 |
| 2   | John Edward McCarthy | biskup pomocniczy Galveston-Houston (USA)     | 23 stycznia 1979  | 19 grudnia 1985  |
| 3   | Rafael Palmero       | biskup pomocniczy Toledo (Hiszpania)          | 24 listopada 1987 | 9 stycznia 1996  |
| 4   | Reinhard Marx        | biskup pomocniczy Paderborn (Niemcy)          | 23 lipca 1996     | 20 grudnia 2001  |
| 5   | Valentin Pozaić      | biskup pomocniczy Zagrzebia (Chorwacja)       | 2 lutego 2005     | 15 maja 2023     |
| 6   | Paul Reder           | biskup pomocniczy Würzburga (Niemcy)          | 25 marca 2024     |                  |